# Internationale Cricket-Saison 2019
Die internationale Cricket-Saison 2019 fand zwischen Mai 2019 und September 2019 statt. Als Sommersaison wurden vorwiegend Heimspiele der Mannschaften aus Europa und Afrika ausgetragen, welche durch das ICC Future Tours Programm 2011–2020 vorgegeben waren. Die ausgetragenen Tests der internationalen Touren bildeten die Grundlage für die ICC Test Championship. Die ODI bildeten den Grundstock für die ICC ODI Championship und die Twenty20-Spiele für die ICC T20I Championship. Die Highlights der Saison waren der Cricket World Cup 2019 in England und die ab August ausgetragene Ashes Tour 2019.

## Überblick

### Internationale Touren
| Beginn          | Heimteam    | Auswärtsteam       | Resultate | Resultate | Resultate | Artikel |
| Beginn          | Heimteam    | Auswärtsteam       | Test      | ODI       | Twenty20  | Artikel |
| --------------- | ----------- | ------------------ | --------- | --------- | --------- | ------- |
| 3. Mai 2019     | Irland      | England            |           | 0–1 [1]   |           | Artikel |
| 5. Mai 2019     | England     | Pakistan           |           | 4–0 [5]   | 1–0 [1]   | Artikel |
| 8. Mai 2019     | Schottland  | Afghanistan        |           | 0–1 [2]   |           | Artikel |
| 18. Mai 2019    | Schottland  | Sri Lanka          |           | 0–1 [2]   |           | Artikel |
| 19. Mai 2019    | Irland      | Afghanistan        |           | 1–1 [2]   |           | Artikel |
| 19. Juni 2019   | Niederlande | Simbabwe           |           | 2–0 [2]   | 1–1 [2]   | Artikel |
| 1. Juli 2019    | Irland      | Simbabwe           |           | 3–0 [3]   | 1–1 [3]   | Artikel |
| 24. Juli 2019   | England     | Irland             | 1–0 [1]   |           |           | Artikel |
| 25. Juli 2019   | Sri Lanka   | Bangladesch        |           | 3–0 [3]   |           | Artikel |
| 1. August 2019  | England     | Australien         | 2–2 [5]   |           |           | Artikel |
| 3. August 2019  | Niederlande | Ver. Arab. Emirate |           |           | 0–4 [4]   | Artikel |
| 3. August 2019  | West Indies | Indien             | 0–2 [2]   | 0–2 [3]   | 0–3 [3]   | Artikel |
| 14. August 2019 | Sri Lanka   | Neuseeland         | 1–1 [2]   |           | 1–2 [3]   | Artikel |

### Internationale Turniere
| Beginn          | Turnier                         | Land       |
| --------------- | ------------------------------- | ---------- |
| 5. Mai 2019     | Ireland Tri-Nation Series 2019  | Irland     |
| 30. Mai 2019    | Cricket World Cup 2019          | England    |
| 14. August 2019 | Scotland Tri-Nation Series 2019 | Schottland |

### Fortlaufende Turniere
| Dauer     | Turnier                                             |
| --------- | --------------------------------------------------- |
| 2018–2019 | Qualifikation zum ICC World Twenty20 Qualifier 2020 |

### Internationale Touren (Frauen)
| Beginn       | Heimteam  | Auswärtsteam | Resultate | Resultate | Resultate | Artikel |
| Beginn       | Heimteam  | Auswärtsteam | WTest     | WODI      | WTwenty20 | Artikel |
| ------------ | --------- | ------------ | --------- | --------- | --------- | ------- |
| 6. Mai 2019  | Südafrika | Pakistan     |           | 1–1 [3]   | 3–2 [5]   | Artikel |
| 26. Mai 2019 | Irland    | West Indies  |           |           | 0–3 [3]   | Artikel |
| 6. Juni 2019 | England   | West Indies  |           | 3–0 [3]   | 1–0 [3]   | Artikel |
| 2. Juli 2019 | England   | Australien   | 0–0 [1]   | 0–3 [3]   | 1–2 [3]   | Artikel |

### Internationale Turniere (Frauen)
| Beginn          | Turnier                                  | Land        |
| --------------- | ---------------------------------------- | ----------- |
| 8. August 2019  | Netherlands Women’s Quadrangular Series  | Niederlande |
| 31. August 2019 | ICC Women’s T20 World Cup Qualifier 2019 | Bangladesch |

## Nationale Meisterschaften
Aufgeführt sind die nationalen Meisterschaften der Full Member des ICC.
| Land        | First-Class                             | List A                                                | Twenty20                      |
| ----------- | --------------------------------------- | ----------------------------------------------------- | ----------------------------- |
| Afghanistan | Ahmad Shah Abdali 4-day Tournament 2019 | Ghazi Amanullah Khan Regional One Day Tournament 2019 | Shpageeza Cricket League 2019 |
| England     | County Championship 2019                | Royal London One-Day Cup 2019                         | Twenty20 Cup 2019             |
| Indien      |                                         |                                                       | Indian Premier League 2019    |
| Irland      | Inter-Provincial Championship 2019      | Inter-Provincial Cup 2019                             | Inter-Provincial Trophy 2019  |
| Pakistan    |                                         | Pakistan Cup 2019                                     |                               |
| Sri Lanka   |                                         | Super Four Provincial Limited Over Tournament 2019    |                               |
| West Indies |                                         |                                                       | Caribbean Premier League 2019 |